# ناصر غلامرضایی
محمدناصر غلامرضایی، (زاده ۴ مهر ۱۳۳۴ در خرم‌آباد) فیلم‌نامه‌نویس، تهیه‌کننده و کارگردان اهل ایران است. وی فعالیت سینمایی را سال ۱۳۵۱ با سینمای آزاد خرم‌آباد آغاز کرد.

## فعالیت‌ها
غلامرضایی کار فیلم‌سازی آماتوری و نیمه ماهر را از سال ۱۳۵۱ تا ۱۳۵۴ با ساخت فیلم‌های هشت‌میلی‌متری آغازکرده‌است. او از سال ۱۳۵۱ تا ۱۳۵۸ مسئول سینمای آزاد خرم‌آباد و مسئول برگزاری جشنواره سالیانهٔ سینمای آزاد در لرستان و عضو کمیته انتخاب فیلم سومین جشنوارهٔ جهانی سوپرهشت در تهران بوده‌است. وی در کنار فعالیت‌های هنری خویش به تحصیل در مدرسه عالی تلویزیون و سینما در تهران پرداخته و در سال ۱۳۵۹ در رشته سینما از آن فارغ‌التحصیل شده‌است.

## آثار

### فیلم، فیلم‌نامه یا نمایش‌نامه
| نام فیلم، فیلم‌نامه یا نمایش‌نامه                   | سمت                                                 | سال ساخت |
| ------------------------------------------------- | --------------------------------------------------- | -------- |
| زمستان در پیش است (فیلم کوتاه ۸ میلیمتری)         | نویسنده و کارگردان                                  | ۵۴–۱۳۵۱  |
| چمریونه (فیلم کوتاه ۸ میلیمتری)                   | نویسنده و کارگردان                                  | ۵۴–۱۳۵۱  |
| مویه لیلو (فیلم کوتاه ۸ میلیمتری)                 | نویسنده و کارگردان                                  | ۵۴–۱۳۵۱  |
| غبارنشین‌ها (فیلم کوتاه ۸ میلیمتری)                | نویسنده و کارگردان                                  | ۵۴–۱۳۵۱  |
| زیر طاق‌های کاه‌گلی (فیلم کوتاه ۸ میلیمتری)         | نویسنده و کارگردان                                  | ۵۴–۱۳۵۱  |
| آن مرد اسب دارد (فیلم کوتاه ۸ میلیمتری)           | نویسنده و کارگردان                                  | ۵۴–۱۳۵۱  |
| دختربس نمی‌خواست تنها باشد (فیلم کوتاه ۸ میلیمتری) | نویسنده و کارگردان                                  | ۵۴–۱۳۵۱  |
| چه پر ستاره بود شبم                               | نویسنده و کارگردان                                  | ۱۳۵۵     |
| توتن‌ها پیر و خسته‌اند (نیمه‌تمام)                   | نویسنده و کارگردان                                  | ۱۳۶۳     |
| حریم مهرورزی                                      | نویسنده و کارگردان                                  | ۱۳۶۵     |
| خون‌بس                                             | طراح صحنه و لباس، تهیه‌کننده، نویسنده و کارگردان     | ۱۳۶۹     |
| نامزدی                                            | طراح هنری، مجری طرح، نویسنده، مشاور هنری و کارگردان | ۱۳۷۵     |
| عروس رومشکان                                      | طراح صحنه و لباس، تهیه‌کننده، نویسنده و کارگردان     | ۱۳۸۰     |
| آفتاب قشنگ است                                    | نگارش مشترک فیلم‌نامه                                | ۶۷–۶۸    |
| تاکسی دو لوکس                                     | نگارش فیلم‌نامه                                      | ؟        |
| چه کسی خربزه می‌خورد؟                              | نگارش فیلم‌نامه                                      | ؟        |

## جوایز
- برنده جایزه بهترین تکنیک‌کار و کسب بورس مطالعاتی داخل کشور از نخستین جشنواره سینمای جوان برای فیلم کوتاه غبارنشین‌ها[۳]
- برنده دیپلم افتخار بهترین فیلم مستند از ششمین جشنواره سینمای آزاد و جایزه نقدی کانون سینماگران پیشرو واحد نمایش تلویزیون ملی برای فیلم کوتاهزیر طاق‌های کاه‌گلی[۳]
- برنده مجسمه زرین و دیپلم افتخار بهترین فیلم به مفهوم مطلق از هفتمین جشنواره سینمای آزاد و اولین جشنواره جهانی سوپر ۸ در تهران ـ برنده جوایز نقدی دفتر جشنواره جهانی فیلم تهران و انجمن سینمای جوان ایران و واحد نمایش تلویزیون ملی ایران و گالری سیحون برای فیلم کوتاه آن مرد اسب دارد[۳]
- برنده لوح سیمین هشتمین جشنواره سینمای آزاد ایران و دومین جشنواره جهانی سوپر ۸ در تهران ـ برنده دیپلم افتخار به عنوان فیلم برگزیده، جایزه ویژه هیئت داوران چهارمین جشنواره منطقه‌ای اتحادیه رادیو و تلویزیون‌های آسیا و اقیانوسیه ABU در شیراز ۱۳۵۵ برای فیلم کوتاه دختر بس نمی‌خواست تنها باشد[۳]
- برنده جایزه سیمرغ بلورین بهمراه دیپلم افتخار از پانزدهمین جشنواره فیلم فجر در تهران ۱۳۷۱ به عنوان بهترین فیلم دوم سینمایی و برنده جایزه لوح مخصوص و دیپلم افتخار کانون ایرانی مدرسان سینما در فرهنگ‌سرای بهمن تهران ۱۳۷۲ برای فیلم خون‌بس[۳]
- نمایش و کاندیداتوری دریافت سه جایزه و برنده‌شدن دو دیپلم افتخار بهترین بازیگری و موسیقی متن از پانزدهمین جشنواره فیلم فجر در تهران در سال ۱۳۷۵ برای فیلم نامزدی[۳]